# عبد الرحمن علي
عبد الرحمن علي (مواليد 2 يناير 1993) لاعب كرة قدم إماراتي يجيد اللعب في الدفاع مع نادي الإمارات.
لعب لنادي الشباب و نادي الوصل ونادي دبا الفجيرة ونادي حتا ونادي الإمارات.

## روابط خارجية
- عبد الرحمن علي على موقع Soccerway.com (الإنجليزية)